# فو يون لونغ
فو يون لونغ (بالصينية: 符云龙) (18 مارس 1995 بغوييانغ في الصين - ) هو لاعب كرة قدم صيني في مركز الدفاع. لعب مع نادي غوانغجو آر أند إف.

## وصلات خارجية
- فو يون لونغ على موقع قاعدة بيانات كرة القدم.إي يو (الإنجليزية)
- فو يون لونغ على موقع عالم كرة القدم.نت (الإنجليزية)